# Pollia hasskarlii
Pollia hasskarlii är en himmelsblomsväxtart som beskrevs av Rolla Seshagiri Rao. Pollia hasskarlii ingår i släktet Pollia och familjen himmelsblomsväxter. Inga underarter finns listade.